# KTLA
KTLA est une station de télévision américaine située à Los Angeles, Californie appartenant à Nexstar Media Group et faisant partie du réseau The CW. Elle distribue aussi des sous-canaux numériques.
KTLA est aussi une superstation au Canada.

## Historique
La station expérimentale W6XYZ sur le canal 4 a commencé ses activités en septembre 1942, ses opérations à partir des Paramount Studios.
La station est officiellement devenue KTLA sur le canal 5 le 22 janvier 1947, devenant la première station de télévision commerciale de l'ouest américain (à partir du fleuve Mississippi), et septième aux États-Unis. La station s'est brièvement affiliée au réseau DuMont jusqu'en 1948. La station est demeurée indépendante. 
La première du film La Valse de l'empereur (The Emperor Waltz) qui a lieu le 26 mai 1948 au Hollywood Paramount  est retransmise à la télévision sur la chaîne détenue par Paramount. avec un parterre de stars pour ce qui doit être la plus importante cérémonie depuis la Seconde Guerre mondiale. Cette retransmission se fait malgré une interdiction pour les acteurs de cinéma d'apparaître à la télévision, ce qui provoque une levée de boucliers dans la profession, la scission des deux médias est encore récente.
En novembre 1993, Warner Bros et Tribune Company annonce la création du réseau The WB Television Network en y affiliant ses stations indépendantes. Le réseau est entré en ondes le 11 janvier 1995.
Le 24 janvier 2006, les réseaux The WB et UPN ont annoncé leur consolidation en créant un nouveau réseau, The CW qui est entrée en ondes le 18 septembre 2006. Tribune Company a signé une entente d'affiliation d'une période de 10 ans pour seize de ses 19 stations affiliées à The WB, incluant KTLA.
En 2019, Nexstar Media Group fait l'acquisition de Tribune.

## Télévision numérique terrestre
| Canal virtuel | Image | Ratio | Programmation                             |
| ------------- | ----- | ----- | ----------------------------------------- |
| 5.1           | 1080i | 16:9  | Programmation principale KTLA / The CW HD |
| 5.2           | 480i  | 4:3   | Antenna TV                                |
| 5.3           | 480i  | 16:9  | Grit (en)                                 |
| 5.4           | 480i  | 16:9  | TBD (en)                                  |
| 5.5           | 480i  | 16:9  | Rewind TV (en)                            |